# Madonna met zegenend kind en een franciscaan in aanbidding
De Madonna met zegenend kind en een franciscaan in aanbidding is een schilderij in renaissancestijl uit de tweede helft van de 14e eeuw. De schilder, Antonello da Messina, werkte toen in Messina in het koninkrijk Sicilië. Op de achterzijde van het paneel schilderde hij een Ecce Homo. Het schilderij bevindt zich sinds 2003 in het Museo regionale in Messina.

## Beschrijving
De techniek is tempera-op-paneel. 
Het gaat ofwel om een paneel voor persoonlijke devotie, bijvoorbeeld door een monnik in zijn cel, ofwel was het ingebouwd als een klein altaarpaneel.

### Voorzijde
De opstelling van de figuren is diagonaal van linksonder vanaf de biddende monnik naar de madonna rechts boven. Onderaan bevindt zich een balkon, wat een zeker perspectief biedt aan de drie personages. De volledig zwarte achtergrond contrasteert met de roze mantel van Maria, die een verschillende lichtweerkaatsing oplevert naargelang de vouwen. Maria draagt om het hoofd een witte sluier die doorloopt over het bekken van Jezus. Beide figuren dragen om het hoofd een aureool. De aureolen zijn van hout gemaakt en beschilderd met bladgoud; de boog is vele malen geperforeerd wat het effect van een stralenbundel geeft. Het kind Jezus zegent de monnik, die gezien zijn typische pij een franciscaan voorstelt. De franciscaan zit geknield voor beiden.

### Achterzijde
De achterzijde is minder goed bewaard. Het stelt een Christus voor tijdens de geseling bij Pontius Pilatus. Aan zijn hoofd staat een soortgelijk aureool als op de voorzijde van het paneel. De stijl van de Ecco Homo is gemengd renaissance en gotisch-Catalaans.

## Historiek
De datering is te situeren in de periode voordat Antonella da Messina afreisde van Messina naar Venetië in het jaar 1674. Theoretisch is de datering 1460-1474 doch omwille van stilistische elementen zoals de aureolen schatten kunsthistorici de periode enger in: de jaren 1465-1470. De handtekening van Antonella moet in de versleten rechter onderhoek gestaan hebben, op de boekrol die op het balkon ligt.
Van 1930 tot 2003 hing het schilderij in Berlijn, in een privécollectie van Wilhelm Soldan. 
In 2003 kwam het de Italiaanse kunstcriticus Vittorio Sgarbi ter ore dat Christie’s het werk aanbood. Dankzij hem kocht de regio Sicilië het schilderij voor 373.000 euro (omgerekend van Britse ponden).
Sinds 2003 is het schilderij te bezichtigen in het Museo Regionale in Messina, de geboortestad van Antonella da Messina.